# Platine (Textilmaschinen)
Im Textilmaschinenbau sind zwei Arten von Platinen bekannt:

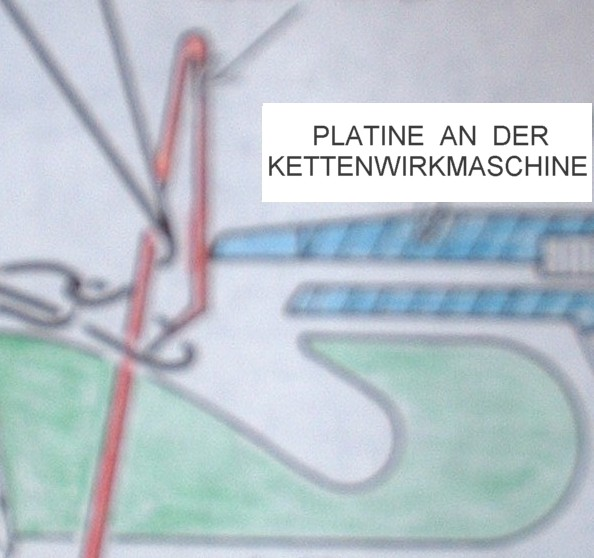

- An Ketten- und Kulierwirkmaschinen ist die Platine ein Plättchen aus etwa 0,3 mm dickem Stahl mit verschiedenen Funktionen: z. B. das Einschließen, das Verteilen oder das Abschlagen des Kettfadens.

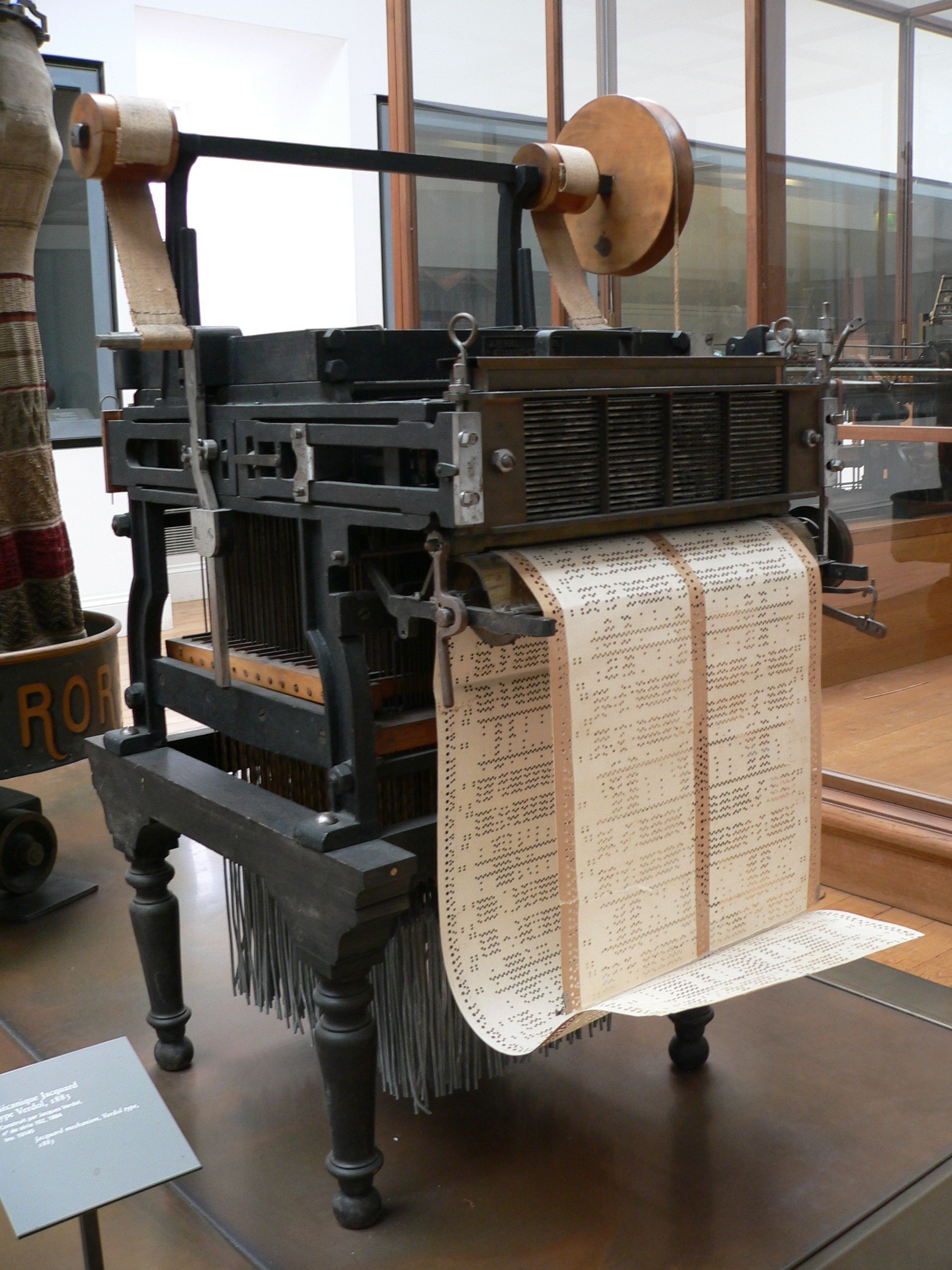
Jacquardmaschine älterer Bauart für endlose Papierkarten (Verdol)

Ein Beispiel für die Verwendung einer Platine ist auch die Bildung von Platinenmaschen. Das sind Fußverbindungen von zwei benachbarten Maschen nacheinander folgender Maschenreihen.
Auf der Zeichnung rechts oben ist (grün) die Form einer Platine an der Kettenwirkmaschine dargestellt.
Je nach Maschinenteilung kann eine Kettenwirkmaschine mit bis zu 1600 Platinen pro Meter Arbeitsbreite bestückt sein.
- Platinen sind auch feine Metallhaken an der Jacquardmaschine, mit deren Hilfe einzelne Litzen am Webstuhl gesteuert werden.

Elektronisch gesteuerte Jacquardmaschinen arbeiten mit bis zu 24.000 Platinen.